# Mesut Bayraktar
Mesut Bayraktar (* 1990 in Wuppertal) ist ein deutscher Schriftsteller und Autor.

## Leben
Bayraktar hat Rechtswissenschaften in Düsseldorf, Lausanne und Köln studiert. 2015 bestand er das Erste juristische Staatsexamen. Anschließend war er Rechtsreferendar am Oberlandesgericht Stuttgart, das er jedoch zugunsten eines Philosophiestudiums an der Universität Stuttgart aufgab. Er schloss das Zweitstudium mit einer Master-Arbeit über die Rechtsphilosophie Hegels ab. Der Autor hat türkische Wurzeln.
Gemeinsam mit Kamil Tybel gründete er 2013 das Schriftstellerkollektiv nous – konfrontative Literatur und ist dessen stellvertretender Chefredakteur. Seit 2017 ist er bei der taz im Blog »Stil-Bruch« tätig und war, bis zur Einstellung des Magazins 2022, Theaterkolumnist bei Melodie und Rhythmus. Bayraktar ist Stipendiat der Kunststiftung Baden-Württemberg in der Sparte Literatur. Im Jahr 2019 hat er vom Stuttgarter Schauspielhaus tri-bühne seinen ersten Stückauftrag zum Thema Gerda Taro und der spanische Bürgerkrieg erhalten. Im Sommer 2021 war er Stipendiat des Projektpaten und Intendanten des Staatstheaters Stuttgart Schauspiel Burkhard C. Kosminski im Rahmen des Projekts »Fehlt Ihnen / Dir Schiller« des Deutschen Literaturarchivs Marbach. Im November 2021 wurde sein auf Recherchen, Interviews und Streikprotokollen basierendes Theaterstück „Gastarbeiter-Monologe“ vor dem Hintergrund des 60-jährigen Anwerbeabkommens zwischen Bundesrepublik Deutschland und der Türkei in der szenischen Einrichtung durch Michael Weber im Deutschen Schauspielhaus Hamburg erstaufgeführt. Zum 50. Jahrestag des Streiks bei Ford in Köln hat Bayraktar 2023 das Hörspiel „Wenn der Damm bricht“ geschrieben. Es wurde erstmals durch das Dokumentationszentrum und Museum über die Migration in Deutschland (DOMiD) präsentiert.
Bayraktar ist Mitglied im Verband deutscher Schriftstellerinnen und Schriftsteller (VS).
Neben seiner schriftstellerischen Tätigkeit ist Bayraktar regelmäßig publizistisch tätig. Er schreibt Essays, Literatur- und Theaterkritiken für unterschiedliche Zeitungen wie u. a. Neues Deutschland, junge Welt, Yeni Hayat / Neues Leben, Theater der Zeit, Jacobin Deutschland, WOZ Die Wochenzeitung und TOI TOI TOI.
Er lebt in Hamburg.

## Veröffentlichungen (Auswahl)
- Briefe aus Istanbul. Roman. Duisburg: Dialog-Edition 2018.[8]
- Die Belagerten. Theaterstück. Duisburg: Dialog-Edition 2018.[9]

Übersetzung: Kuşatılmışlar. (Die Belagerten, in türkischer Sprache übersetzt von Tayfun Demir). Duisburg: Dialog-Edition 2020.
- Die Flut - Tragödie einer Utopie in Bildern. Theaterstück. Grasellenbach: Cantus Theaterverlag 2019.[11]

- Der Pöbel und die Freiheit: Eine Untersuchung zur Philosophie des Rechts von G. W. F. Hegel. Köln: PapyRossa 2021.[12] (PapyRossa Hochschulschriften. 108.) ISBN 978-3-89438-759-4
- Wunsch der Verwüstlichen. Roman. Berlin: Autumnus Verl. 2021.[13]
- Aydin – Erinnerung an ein verweigertes Leben. Roman. Münster: Unrast Verlag 2021.[14]
- Gastarbeiter-Monologe. Theaterstück. Deutsches Schauspielhaus Hamburg (UA) 2022.[15]
- Wenn der Damm bricht. 50 Jahre Streik bei Ford in Köln. Hörspiel. Köln: DOMiD 2023.[16]
- Probe für die Zukunft. Zum Hamburger Aufstand 1923. Hörspiel. Kommunisten Kneipe 2023.[17]
- Die Lage. Erzählungen. Berlin: Autumnus Verl. 2024.[18]